# 绍莫焦绍洛
绍莫焦绍洛，是匈牙利绍莫吉州所辖的一个村。总面积22.12平方公里，总人口702，人口密度31.7人/平方公里（2011年1月1日）。